# Mulfordia longipes
Mulfordia longipes är en tvåvingeart som först beskrevs av Stein 1911.  Mulfordia longipes ingår i släktet Mulfordia och familjen husflugor.
Artens utbredningsområde är Bolivia. Inga underarter finns listade i Catalogue of Life.